# Scheriddin Bobojew
Scheriddin Soirowitsch Bobojew (tadschikisch Шериддин Зоирович Бобоев; * 21. April 1999 in Duschanbe) ist ein tadschikischer Fußballspieler.

## Karriere

### Verein
Scheriddin Bobojew stand bis 2017 bei Barqchi Hisor unter Vertrag. Am 1. Januar 2018 wechselte er zum FC Istiklol. Der Verein aus der Hauptstadt Duschanbe spielte in der ersten Liga, der Wysschaja Liga. 2018, 2019 und 2020 wurde er mit dem Verein tadschikischer Meister. Den Tajik Cup gewann er mit Istiklol 2018 und 2019. 2018, 2019 und 2020 gewann er mit dem Verein den Tajik Supercup. Beim TFF Cup ging er 2017 und 2018 als Gewinner vom Platz. Im Januar 2021 zog es ihn nach Malaysia. Hier unterschrieb er einen Vertrag beim Penang FA. Der Verein aus Batu Kawan spielt in der ersten malaysischen Liga, der Malaysia Super League.

### Nationalmannschaft
Scheriddin Bobojew spielte 2017 fünfmal in der U18-Nationalmannschaft von Tadschikistan. 2018 lief er viermal für die U19 auf. Mit der Mannschaft nahm er an der U19-Asienmeisterschaft teil. Hier verlor man im Viertelfinale gegen Südkorea mit 1:0. Seit 2018 spielt er für die tadschikische A-Nationalmannschaft. Sein Länderspieldebüt gab er am 21. März 2018 in einem Freundschaftsspiel gegen die chinesische U21-Nationalmannschaft. Hier wurde er in der 66. Minute für Dzhakhongir Ergashev eingewechselt. 

## Erfolge
FC Istiklol
- Wysschaja Liga: 2018, 2019, 2020
- Tajik Cup: 2018, 2019
- Tajik Supercup: 2018, 2019, 2020
- TFF Cup: 2017, 2018